# San Miguel 2da. Sección
San Miguel 2da. Sección är en ort i Mexiko.   Den ligger i kommunen Reforma och delstaten Chiapas, i den sydöstra delen av landet, 700 km öster om huvudstaden Mexico City. San Miguel 2da. Sección ligger 22 meter över havet och antalet invånare är 591.
Terrängen runt San Miguel 2da. Sección är mycket platt. Runt San Miguel 2da. Sección är det ganska tätbefolkat, med 70 invånare per kvadratkilometer. Närmaste större samhälle är Cunduacán, 17,7 km norr om San Miguel 2da. Sección. Omgivningarna runt San Miguel 2da. Sección är en mosaik av jordbruksmark och naturlig växtlighet.